# Bojcso Velicskov
Bojcso Petrov Velicskov (bolgárul: Бойчо Пeтpoв Величков, Szófia, 1958. augusztus 13. – ) bolgár válogatott labdarúgó.

## Pályafutása

### Klubcsapatban
Pályafutása nagy részét a Lokomotiv Szofija csapatánál töltötte, melynek tagjaként 1978-ban bajnoki címet szerzett. 1986 és 1987 között a francia Le Havre, 1987 és 1990 között a görög során a Panszerraikósz játékosa volt.

### A válogatottban
1979 és 1986 között 27 alkalommal szerepelt a bolgár válogatottban és 4 gólt szerzett. Részt vett az 1986-os világbajnokságon.

## Sikerei, díjai
Lokomotiv Szofija
- Bolgár bajnok (1): 1977–78
- Bolgár kupagyőztes (1): 1981–82